# Isla Mágica
Isla Mágica é um parque de diversões da Espanha localizado em Sevilha. Criado a partir das instalações da Expo '92, foi inaugurado em 1997.
O parque pertence ao Looping Group (proprietários do Parque aquático de Amarante), que se apresenta como líder europeu na gestão e exploração de parques de diversão, que detém um total de 14 equipamentos em sete países (França, Holanda, Alemanha, Reino Unido, Suíça, Espanha e Portugal), que em 2018 receberam mais 3,5 milhões de visitantes.